# REV Group
REV Group, Inc. (NYSE: REVG) er en amerikansk producent af ambulancer, brandbiler, busser, varevogne og autocampere.
Deres køretøjer sælges under 24 forskellige mærker.
Allied Specialty Vehicles blev etableret i 2010 ved en fusion mellem fire selskaber ejet af American Industrial Partners: Collins Industries, E-ONE, Halcore Group og Fleetwood Enterprises.